# Ваді-Ніснас
В́аді Нісн́ас (араб. وادي النسناس ; івр. ואדי ניסנאס) — це колишній змішаний єврейсько-арабський район у нижньому місті у місті Хайфа на півночі Ізраїлю, населення якого знову почало ставати змішаним. «Ніснас» — це арабська назва для нутрії, яка водиться у цій місцевості. Населення району становить близько 8000 жителів.

## У літературі
Ваді Ніснас — це місце дії роману 1987 року «Труба у Ваді» (івр. חצוצרה בואדי, «Хацоцра-ба-Ваді») Самі Міхаеля. У центрі сюжету — історія кохання між молодою ізраїльською арабкою та новим єврейським іммігрантом з Росії. Також район описаний у творах Еміля Хабібі, який виріс тут.

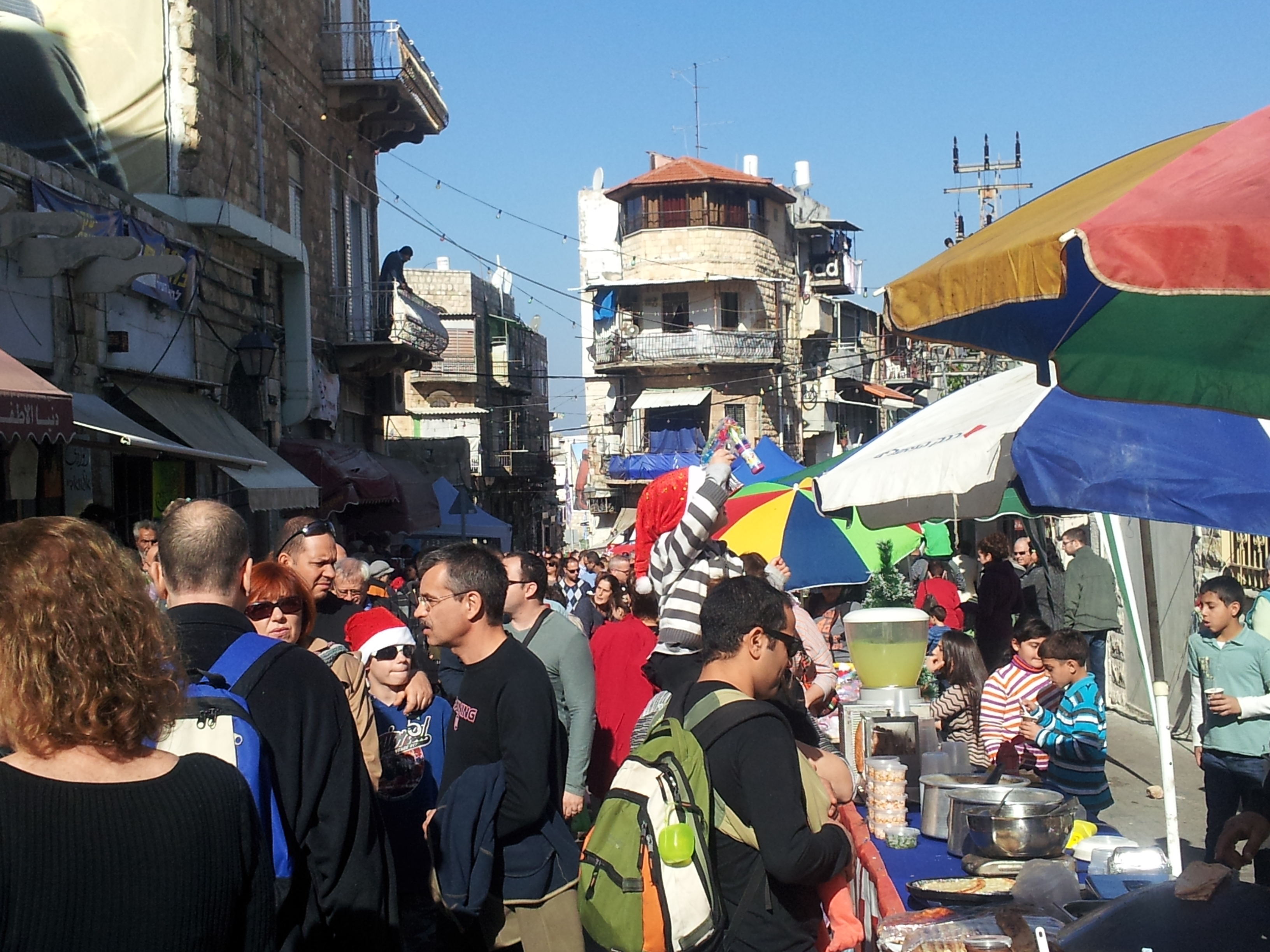
20-й фестиваль «Свято свят» (2013) Фото: © ניר ודל, CC BY-SA 3.0
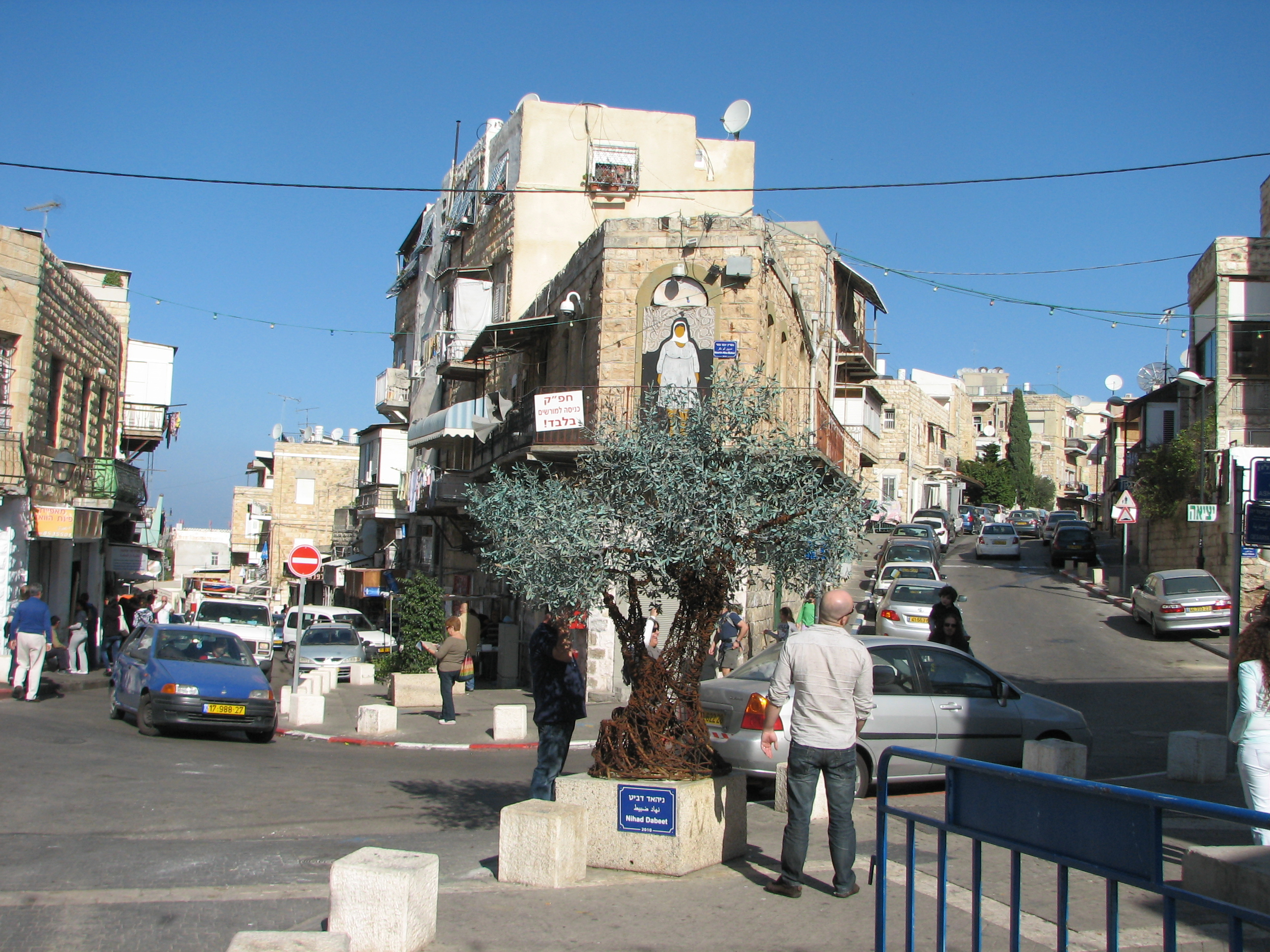
Вулиця у Ваді Ніснас (2010) Фото: © Hanay, CC BY-SA 3.0
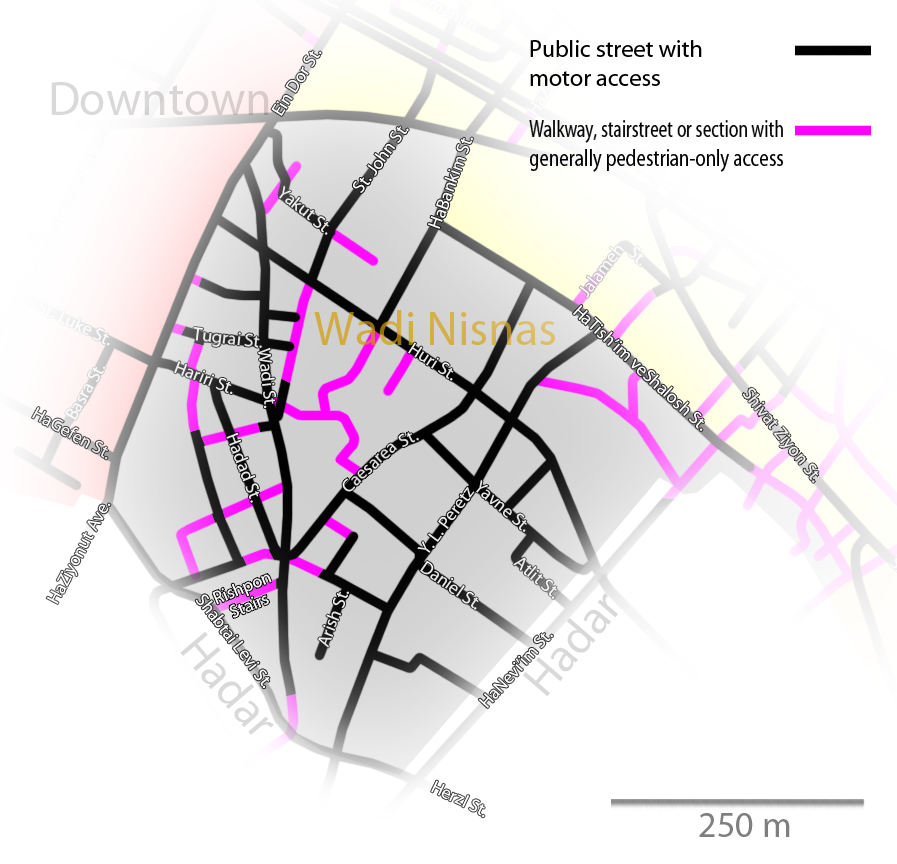
Карта Ваді Ніснаса (2013) Автор: © Orrling, CC BY-SA 3.0

## Виноски
1. ↑  Gentrification in Haifa soars as Palestinian homes are converted into luxury real estate. 16 січня 2019. Архів оригіналу за 10 лютого 2022. Процитовано 10 лютого 2022.
2. ↑  Being different in Haifa. Архів оригіналу за 10 лютого 2022. Процитовано 10 лютого 2022.
3. ↑  Treasure hunting in Haifa's Wadi Nisnas. 8 червня 2017. Архів оригіналу за 10 вересня 2018. Процитовано 10 лютого 2022.
4. ↑  Beit-Hagefen — Arab Jewish Center [Архівовано 7 травня 2008 у Wayback Machine.] Yael Adar — Gems in Israel.